# Jean-Luc Sassus
Jean-Luc Sassus (ur. 4 października 1962 w Tarbes, zm. 22 maja 2015) – piłkarz francuski grający na pozycji obrońcy.

## Kariera klubowa
Karierę piłkarską Sassus rozpoczął w klubie Toulouse FC. W 1981 roku zadebiutował w jego barwach w Ligue 2, a w 1982 roku awansował z nim do Ligue 1. W ekstraklasie Francji zadebiutował 2 października 1982 roku w przegranym 0:1 domowym meczu z FC Nantes. W zespole z Tuluzy grał do 1986 roku.
Latem 1986 roku Sassus przeszedł z Toulouse FC do AS Cannes. W sezonie 1986/1987 wywalczył z nim awans do pierwszej ligi francuskiej. W Cannes występował do 1992 roku i wtedy też został zawodnikiem Paris Saint-Germain. W 1993 roku wywalczył z nim wicemistrzostwo Francji, a w 1994 roku został mistrzem kraju. W 1993 roku zdobył też Puchar Francji.
W 1994 roku Sassus odszedł z Paris Saint-Germain do Olympique Lyon. Grał w nim przez 2,5 roku. W 1995 roku był z Lyonem wicemistrzem Francji. Na początku 1997 roku został zawodnikiem drugoligowego AS Saint-Étienne i w nim też po pół roku gry zakończył karierę piłkarską.
| Sezon   | Klub                | Kraj    | Rozgrywki | Mecze | Bramki |
| ------- | ------------------- | ------- | --------- | ----- | ------ |
| 1981/82 | Toulouse FC         | Francja | Ligue 2   | 9     | 0      |
| 1982/83 | Toulouse FC         | Francja | Ligue 1   | 7     | 0      |
| 1983/84 | Toulouse FC         | Francja | Ligue 1   | 27    | 4      |
| 1984/85 | Toulouse FC         | Francja | Ligue 1   | 28    | 1      |
| 1985/86 | Toulouse FC         | Francja | Ligue 1   | 12    | 1      |
| 1986/87 | AS Cannes           | Francja | Ligue 2   | 18    | 6      |
| 1987/88 | AS Cannes           | Francja | Ligue 1   | 30    | 4      |
| 1988/89 | AS Cannes           | Francja | Ligue 1   | 20    | 0      |
| 1989/90 | AS Cannes           | Francja | Ligue 1   | 27    | 2      |
| 1990/91 | AS Cannes           | Francja | Ligue 1   | 36    | 0      |
| 1991/92 | AS Cannes           | Francja | Ligue 1   | 37    | 1      |
| 1992/93 | Paris Saint-Germain | Francja | Ligue 1   | 28    | 2      |
| 1993/94 | Paris Saint-Germain | Francja | Ligue 1   | 29    | 0      |
| 1994/95 | Olympique Lyon      | Francja | Ligue 1   | 33    | 1      |
| 1995/96 | Olympique Lyon      | Francja | Ligue 1   | 34    | 0      |
| 1996/97 | Olympique Lyon      | Francja | Ligue 1   | 21    | 0      |
| 1996/97 | AS Saint-Étienne    | Francja | Ligue 2   | 17    | 2      |

## Kariera reprezentacyjna
Swój jedyny mecz w reprezentacji Francji Sassus rozegrał 14 października 1992 roku. Był to mecz eliminacji do Mistrzostw Świata 1994 z Austrią, wygrany przez Francję 2:0.